# Ваучер
За́свідка або ва́учер (англ. Voucher — розписка), або приватизаці́йний сертифіка́т — державний цінний папір, який забезпечує право громадянина на участь у приватизації державного майна. Використовуються при ваучерній приватизації.
Концепція приватизаційного сертифіката полягає в тому, що при переході від державної соціалістичної до приватної економіки кожен громадянин є співвласником всіх матеріальних цінностей, що їх накопичено в державі. Надання громадянам ваучерів є таким чином «роздержавленням» засобів виробництва з метою створення ринкової приватної економіки і ринку капіталів.

## У туризмі
Ваучери використовуються в туристичному секторі в першу чергу як підтвердження права названого клієнта скористатися послугою в певний час і в певному місці. Постачальники послуг збирають їх, щоб повернути туроператору або турагенту, який відправив цього клієнта, аби підтвердити, що вони надали послугу. Отже, термін служби ваучера такий:
- Клієнт отримує ваучери від туроператора або турагента на придбані послуги.
- Клієнт переходить на сайт туроператора та пересилає ваучер пов’язаному постачальнику та просить надати послугу.
- Постачальник надсилає зібрані ваучери агенту або оператору, який час від часу надсилає клієнтів, і просить оплатити ці послуги.
- Неотримані ваучери не оплачуються.

Цей підхід найбільш підходить для безкоштовних індивідуальних туристичних заходів, де попередній розподіл на послуги не є необхідним.

## Мобільні телефони
Ваучер — це номер поповнення, який продається клієнту для поповнення SIM-карти грошима та продовження терміну її доступності. Ваучери зазвичай продаються в таких торгових точках, як магазини телефонів, якими керує оператор мобільного зв’язку або дистриб’ютори, продуктові магазини та АЗС.

## Інтернет
Ваучер також можна використати онлайн у вигляді електронного ваучера. Ці типи ваучерів можна вводити під час покупок в Інтернеті та додавати вартість відповідних ваучерів до вашого замовлення. Він може мати форму будь-якого коду. Багато компаній вирішили використовувати коди ваучерів протягом останніх кількох років, але наприкінці 2008 та початку 2009 років їх використання значно зросла. Існує багато вебсайтів, присвячених рекламі цих угод і ваучерів в Інтернеті, а також груп у Facebook, які пропонують такі товари, як студентські знижки та ваучер на ресторан 2-в-1. Багато компаній почали свій бізнес із купонів. Це підпадає під афілійований маркетинг.